# Des Arc (Arkansas)
Des Arc ist eine Stadt in Prairie County, Arkansas. Das U.S. Census Bureau hat bei der Volkszählung 2020 eine Einwohnerzahl von 1.905 ermittelt.

## Geschichte
Die – soweit bekannt – ersten Siedler ließen sich um 1810 im Bereich der heutigen Stadt nieder, die 1896 offiziell gegründet wurde. Der Name des an einer Biegung des White River gelegenen Ortes ist aus dem Französischen abgeleitet und bedeutet denn auch Kurve oder Biegung. Nachdem zunächst Holz- und Baumwollhandel die Wirtschaft der Stadt prägten, wandelte sich dies bis zur heutigen Zeit zu einer vornehmlich durch Getreideanbau geprägten Landwirtschaft.

## Geographie
Nach den Angaben des United States Census Bureaus hat die Stadt eine Fläche von 5,3 km², wovon 5,3 km² auf Land und nur ein ganz geringer Anteil (= 0,49 %) auf Gewässer entfallen.

## Demographie
Zum Zeitpunkt des United States Census 2000 bewohnten Des Arc 1933 Personen. Die Bevölkerungsdichte betrug 365,9 Personen pro km². Es gab 850 Wohneinheiten, durchschnittlich 160,9 pro km². Die Bevölkerung bestand zu 83,03 % aus Weißen, 14,80 % Schwarzen oder African American, 0,31 % Native American, 0,31 % Asian, 0,62 % gaben an, anderen Rassen anzugehören und 0,93 % nannten zwei oder mehr Rassen. 1,29 % der Bevölkerung erklärten, Hispanos oder Latinos jeglicher Rasse zu sein.
Die Bewohner Des Arcs verteilten sich auf 783 Haushalte, von denen in 30,0 % Kinder unter 18 Jahren lebten. 48,3 % der Haushalte stellten Verheiratete, 16,6 % hatten einen weiblichen Haushaltsvorstand ohne Ehemann und 31,7 % bildeten keine Familien. 29,4 % der Haushalte bestanden aus Einzelpersonen und in 15,8 % aller Haushalte lebte jemand im Alter von 65 Jahren oder mehr alleine. Die durchschnittliche Haushaltsgröße betrug 2,68 und die durchschnittliche Familiengröße 2,93 Personen.
Die Stadtbevölkerung verteilte sich auf 24,6 % Minderjährige, 7,4 % 18–24-Jährige, 25,7 % 25–44-Jährige, 23,0 % 45–64-Jährige und 19,2 % im Alter von 65 Jahren oder mehr. Das Durchschnittsalter betrug 40 Jahre. Auf jeweils 100 Frauen entfielen 89,0 Männer. Bei den über 18-Jährigen entfielen auf 100 Frauen 83,5 Männer.
Das mittlere Haushaltseinkommen in Des Arc betrug 23.750 US-Dollar und das mittlere Familieneinkommen erreichte die Höhe von 28.264 US-Dollar. Das Durchschnittseinkommen der Männer betrug 26.250 US-Dollar, gegenüber 17.500 US-Dollar bei den Frauen. Das Pro-Kopf-Einkommen in Des Arc war 14.629 US-Dollar. 20 % der Bevölkerung und 16,3 % der Familien hatten ein Einkommen unterhalb der Armutsgrenze, davon waren 32,2 % der Minderjährigen und 12,9 % der Altersgruppe 65 Jahre und mehr betroffen.